# Dystans administracyjny
Dystans administracyjny (odległość administracyjna) – miara używana przez routery m.in. firmy Cisco, będąca liczbą naturalną z przedziału od 0 do 255, reprezentującą poziom zaufania (wiarygodności) w odniesieniu do źródła informacji o danej trasie.
Zasada działania jest dość prosta – im mniejszy dystans administracyjny (mniejsza liczba), tym źródło danych jest bardziej godne zaufania.

## Standardowy dystans administracyjny dla produktów Cisco
Standardowy dystans administracyjny dla tras wynosi:
- sieci bezpośrednio podłączone (trasy automatyczne) – 0
- trasa statyczna, wprowadzona przez administratora, wskazująca na interfejs – 1
- trasa statyczna, wprowadzona przez administratora, wskazująca na interfejs następnego skoku – 1
- trasa dynamiczna, agregowana (sumaryzacja) protokół EIGRP – 5
- trasa dynamiczna, zewnętrzna trasa protokół eBGP – 20
- trasa dynamiczna, wewnętrzna trasa protokół EIGRP – 90
- trasa dynamiczna, protokół IGRP – 100
- trasa dynamiczna, protokół OSPF – 110
- trasa dynamiczna, protokół IS-IS – 115
- trasa dynamiczna, protokół RIP – 120
- trasa dynamiczna, protokół EGP – 140
- trasa dynamiczna, zewnętrzna trasa protokół EIGRP, redystrybuowana – 170
- trasa dynamiczna, wewnętrzna trasa protokół iBGP – 200
- trasa nieznana – 255